# VIM-Avia

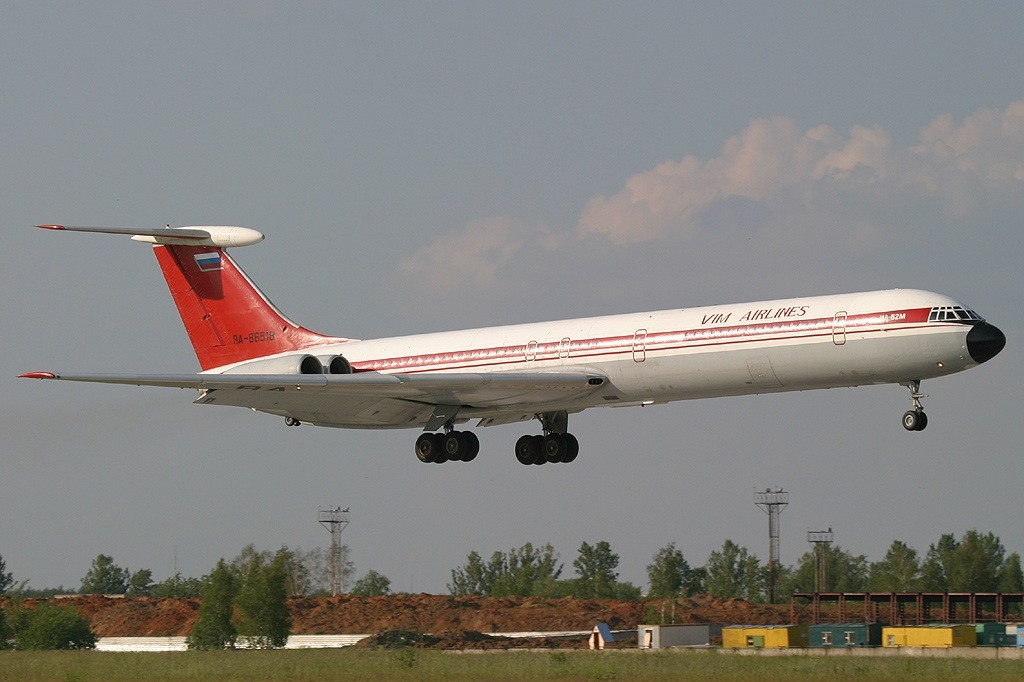
Ilyushin Il-62 della VIM-Avia

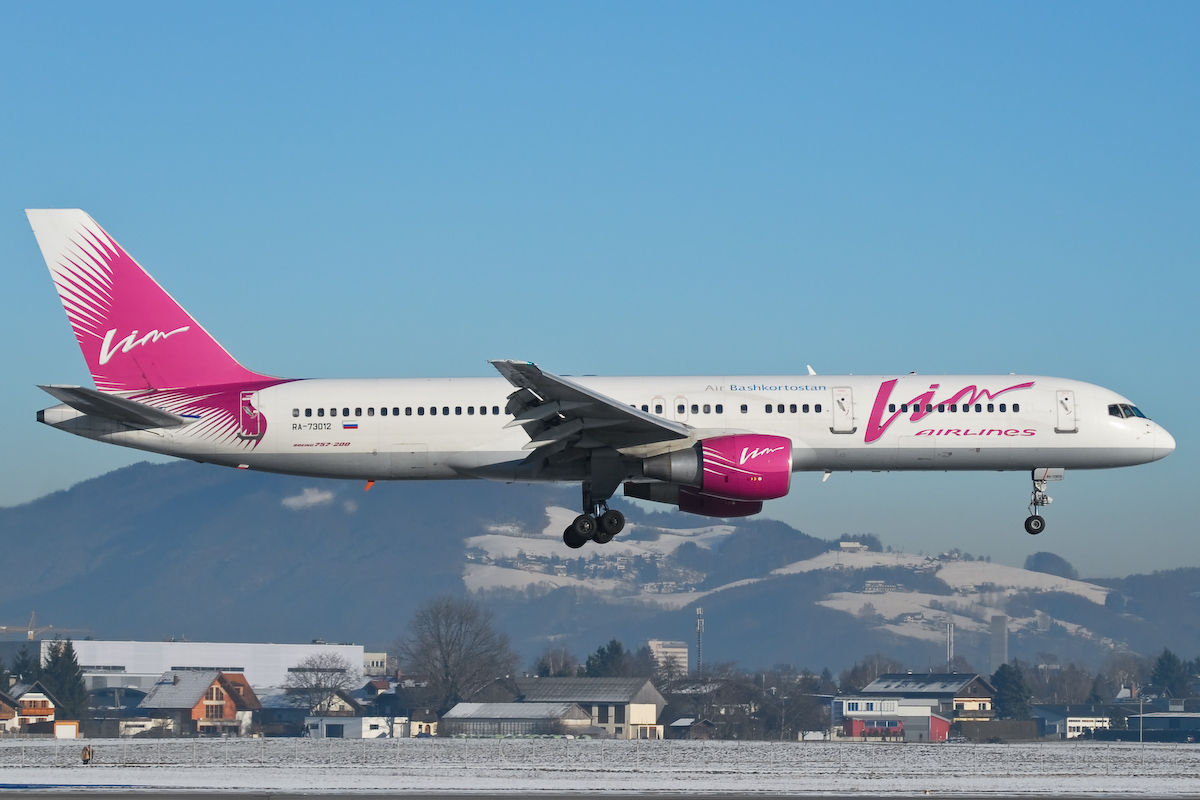
Boeing 757-200 nella livrea storica della VIM-Avia.

La VIM-Avia (in russo ВИМ-Авиа авиакомпания?, VIM-Avia Aviakompanija) era una compagnia aerea russa con la base tecnica all'aeroporto di Mosca-Domodedovo, in Russia europea. La VIM-Avia era una delle quattro principali compagnie aeree charter nel mercato della Russia. La compagnia è fallita il 15 ottobre 2017.

## Storia
- 2002 - il 19 dicembre 2002[1] il Direttore generale della compagnia moscovita Aerofakht Victor Ivanovic Merkulov ha fondato la compagnia aerea russa VIM-Avia.
- 2003 - Il 27 novembre 2003 la VIM-Avia ha ricevuto la licenza 451 per i trasporti aerei passeggeri e cargo in Russia. I primi aerei nella flotta della compagnia moscovita erano 4 Ilyushin Il-62M e 4 Antonov An-12. Le principali destinazioni della compagnia aerea nei primi anni erano in Asia (Vietnam, Thailandia, Cina).
- 2004 - Nel 2004 la VIM-Avia ha iniziato il programma di modernizzazione della flotta in collaborazione con la compagnia di bandiera tedesca Lufthansa. La Condor GmbH - la compagnia-charter della Lufthansa ha venduto alla VIM-Avia i primi 12 Boeing 757.
- Il 16 luglio 2004 è stato effettuato il primo volo charter della VIM-Avia con il Boeing-757. L'utilizzo degli Boeing ha permesso di effettuare i voli più economici e nei paesi dell'Europa Occidentale come la Spagna, l'Austria, l'Italia dove i vecchi Ilyushin Il-86 non potevano più andare.
- Nell'ottobre 2004 sono state aperti i primi voli di linea della VIM-Avia: Mosca-Domodedovo - Bratsk, Mosca-Domodedovo - Čita-Kadala.
- 2005 - Nel febbraio del 2005 sono state aperti i voli di linea della VIM-Avia per la Soči-Adler e per l'Ufa, in Baschiria.
- Nel gennaio 2006 sono state aperti i voli di linea per Barnaul, in Siberia sud-occidentale.
- 2006 - Nel marzo 2006 altri 4 Boeing 757-200 sono entrati in servizio nella flotta della VIM-Avia. La compagnia aerea moscovita è diventata così il maggior esercente degli Boeing 757 in Europa Orientale. La VIM-Avia ha passato successivamente l'audit IOSA (IATA Operational Safety Audit).
- Il 10 aprile 2006 è stato presentato il primo Boeing 757-200 dell'Air Bashkortostan creata insieme da VIM Group e dal Governo della Repubblica del Baškortostan.
- Nel maggio 2006 è stato creato l'accordo con la compagnia aerea russa Kolavia per l'esercizio degli aerei della VIM-Avia sulle tratte Mosca-Domodedovo - Surgut, Surgut - Soči-Adler.
- Nel giugno 2006 è stato firmato l'accordo con la Banca Europea per la Ricostruzione e lo Sviluppo per un credito di 92 milioni USD per 7 anni. Questo credito è stato indirizzato per rifinanziare 12 Boeing 757 della VIM-Avia.
- Nel luglio 2006 è entrato in servizio sedicesimo Boeing 757 della VIM-Avia e l'ONU ha incluso la compagnia aerea russa nell'elenco dei trasportatori ufficiali.
- Nel 2007 la VIM-Avia ha trasportato 2,081 milioni di passeggeri diventando il primo vettore russo sul mercato dei voli charter.
- Nel 2008 la VIM-AVIA ha trasportato 1,561 milioni di passeggeri[2] diventando la sesta più grande compagnia aerea russa con 3,6% dei passeggeri trasportati in Russia.[3]
- Nel 2009 la VIM-AVIA ha trasportato 1,257,160 passeggeri, il 21,33% in meno rispetto all'anno precedente occupando il 9 posto tra le compagnie aeree russe.[4]
- 2009 - la VIM-Avia ha effettuato circa il 12% dei voli charter per conto dell'ONU, specializzandosi nei voli a medio-lungo raggio secondo gli standard ETOPS in Africa.[5]
- Nel 2010 gli aerei della VIM-Avia hanno trasportato 1 327 400 passeggeri, il +5,58% in più rispetto al 2009.[6]
- Nel 2011 la VIM-Avia ha trasportato 1 212 994 passeggeri. Il 79% di voli effettuati dalla compagnia aerea russa nel 2011 sono stati i voli di linea rispetto al 51% del 2010. Inoltre, la compagnia aerea ha aumentato per il 77% i voli charter effettuati per conto dell'ONU.[7]
- Nel marzo 2016 la VIM-Avia ha siglato un accordo di leasing operativo del suo primo Boeing 777-200ER dalla giapponese MC Aviation. L'aereo motorizzato con i propulsori Trent 800 della britannica Rolls-Royce dispone di 400 posti in classe business ed economica. La compagnia aerea russa ha annunciato l'entrata in servizio del velivolo statunitense alla fine dell'aprile 2016.[8]

## Strategia
La VIM-Avia effettuava il servizio del trasporto aereo passeggeri in Russia e negli stati CSI con il hub principale all'Aeroporto di Mosca-Domodedovo, Oblast' di Mosca, Russia. L'attività principale della VIM-Avia sono i voli charter.
Nell'aprile del 2011 la VIM-Avia ha completato i controlli della sicurezza IOSA (IATA Operational Safety Audit) della IATA confermando il rispetto degli standard di sicurezza mondiali ISARP's.

## Flotta
Medio raggio
- 6 Boeing 757-200 da 200 posti
- 4 Airbus A319

Lungo raggio
- 1 Boeing 767-300
- 1 Boeing 777-200

## Flotta storica
- 4 Antonov An-12
- 4 Ilyushin Il-86
- 6 Ilyushin Il-62M
- 7 Yakovlev Yak-42D (96 passeggeri classe economica, 6 passeggeri classe business)
- 2 Tupolev Tu-154M

## Accordi commerciali
La VIM-Avia è la fondatrice dell'alleanza russa VIM Group composta nel 2007 da 6 compagnie aeree russe:
- Air Bashkortostan,
- Karat Air
- Russian Sky Aircompany (compagnia aerea cargo)
- VIM-Avia,
- AeroChita,
- Dauria.

Inoltre, la VIM-Avia ha stipulato degli accordi commerciali con le compagnie aeree: S7 Airlines, KrasAir, Ural Airlines, Kolavia, Aviaprad Aircompany, Alania Airlines, Nordwind Airlines, Tajik Air.
La base tecnica della compagnia all'aeroporto di Mosca-Domodedovo è utilizzata per la manutenzione ordinaria dei velivoli, mentre per i lavori straordinari si usa la base di LTU Lufftransport – Unternehmen.

## Frequent Flyer Program
- VIM-bonus

## La rivista di bordo
- VIM Airlines Journal

## Filiali nazionali
- Mosca-DME (hub)
- Barnaul
- Bratsk
- Soči-Adler
- Ufa (base di Air Bashkortostan)
- Vladikavkaz-Beslan
- Čita (base di Dauria)

## Incidenti
- Il 16 agosto 2009 un volo charter internazionale NN 7722 Alicante, Spagna (codice IATA: ALC) - Mosca-Domodedovo, Russia (codice IATA: DME) della VIM-Avia operato con un Boeing 757-200 dopo due ore dalla partenza ha effettuato un atterraggio d'emergenza alle 02:30 (ora locale) all'aeroporto di Rimini-Miramare, Italia (codice IATA: RMI). La causa dell'incidente dichiarata dalla compagnia aerea è stata la caduta della pressione dell'olio causata dalla rottura della pompa nel propulsore destro dell'aereo. I 225 passeggeri a bordo, nella maggior parte cittadini della Federazione Russa, non hanno riportato i danni in seguito all'incidente e sono ripartiti per la capitale russa con un volo organizzato dalla VIM-Avia da Rimini atterrando all'Aeroporto di Mosca-Domodedovo alle 23:40 (ora locale).[10][11]